# 李志曙
李志曙（1916年10月—1994年8月），原名李士强，男，壮族，广西贵县人，中国男低音歌唱家，中国音乐家协会理事，第五届全国人大代表。